# Povorka mrtvaca
Mrtvački ples, povorka mrtvaca ili ples mrtvaca (franc. dance macabre) je kasno-srednjovjekovna   alegorija i prikaz nazočnosti smrti te prolaznosti života neglede nečijeg statusa u životu. Prikazi povorke smrti ujedinjuju sve staleže i širili su se u Europi nakon crne smrti. Obično je prikazan papa, kralj, mladić, lijepa djevojka i seljak.
Najraniji prikaz povorke smrti iz 1410. nalazi se u La Chaise-Dieuu.
U Hrvatskoj se nalazi očuvana slika na temu mrtvačke povorke u crkvici sv. Marije na Škrilinah kod Berama. Djelo je Vincenta iz Kastva iz 1474. godine.
- Mrtvački ples u crkvi sv. Marije na Škrilinah
- Mrtvački ples, Tallinn
- Mrtvački ples, Bergamo